# Klif Orłowski

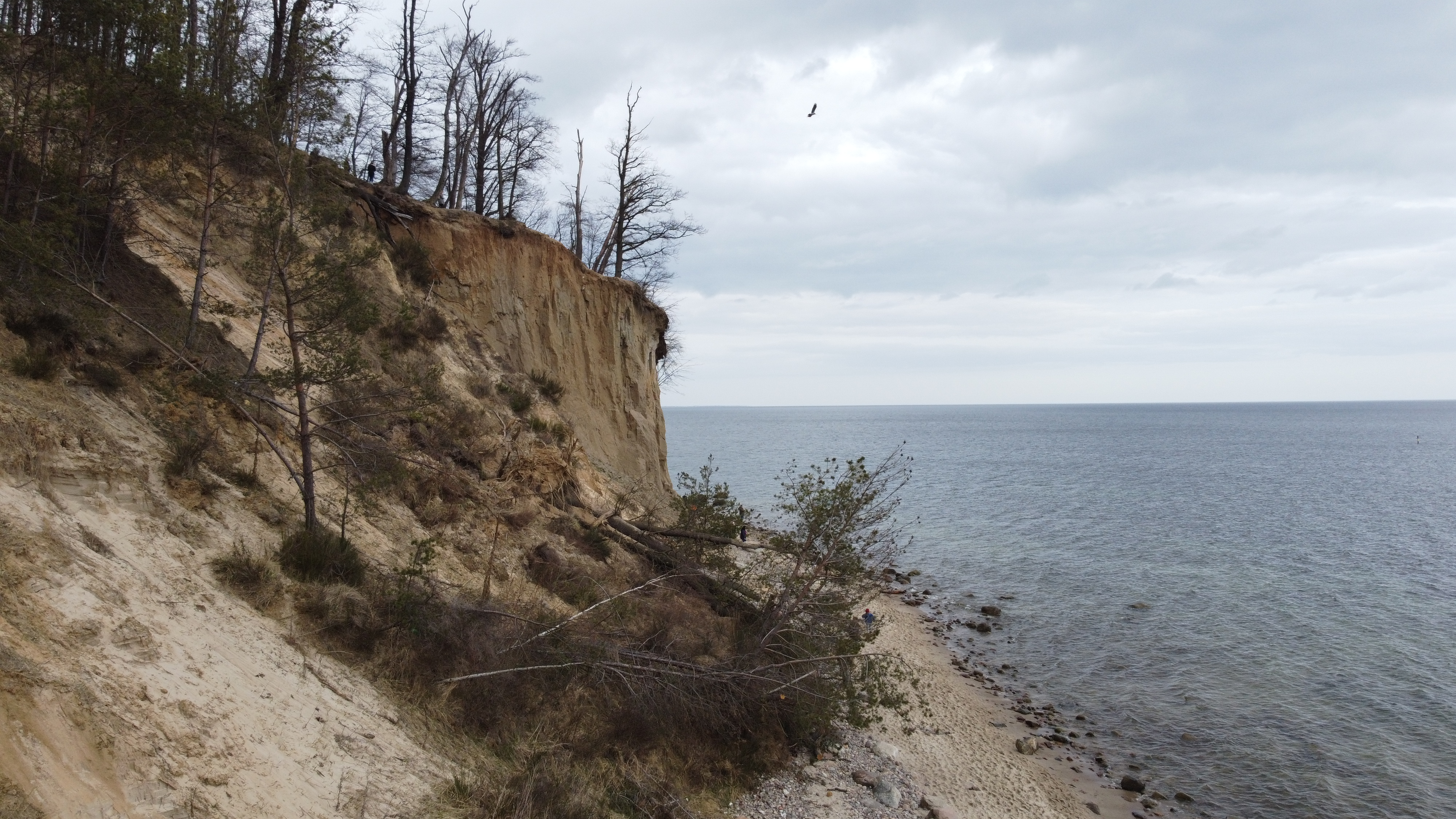
Klif Orłowski od strony mola

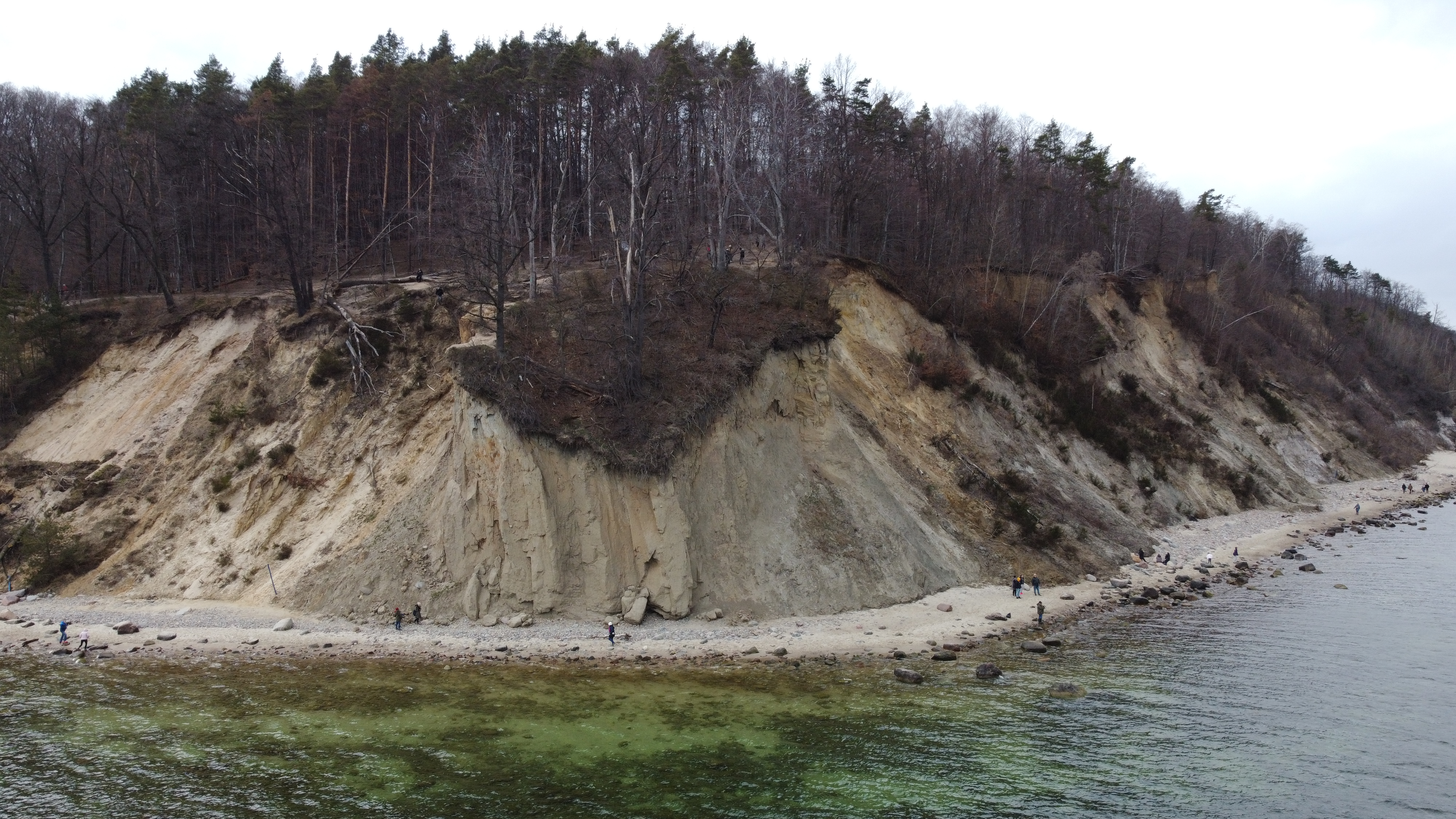
Klif od strony morza

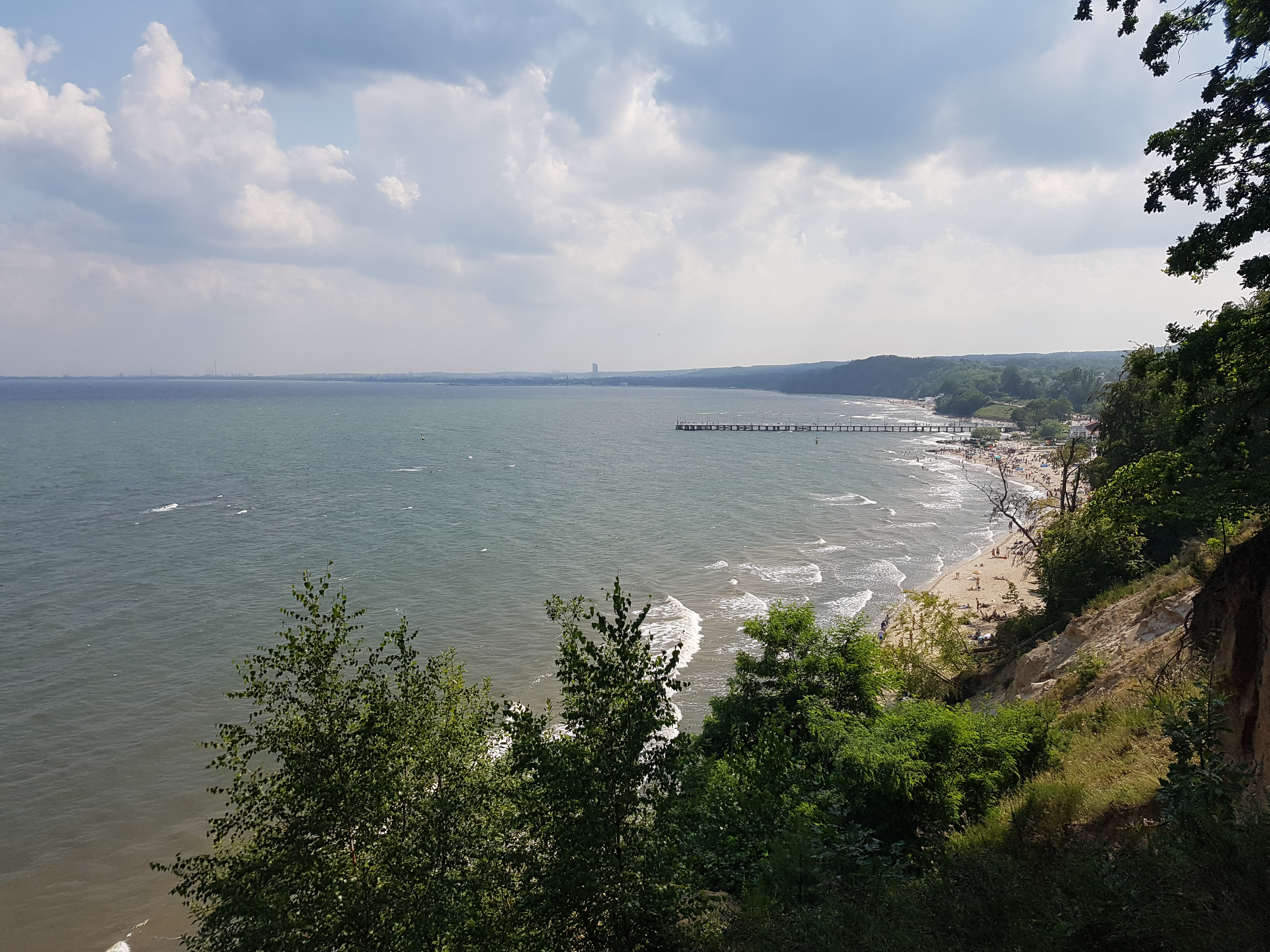
Widok z klifu

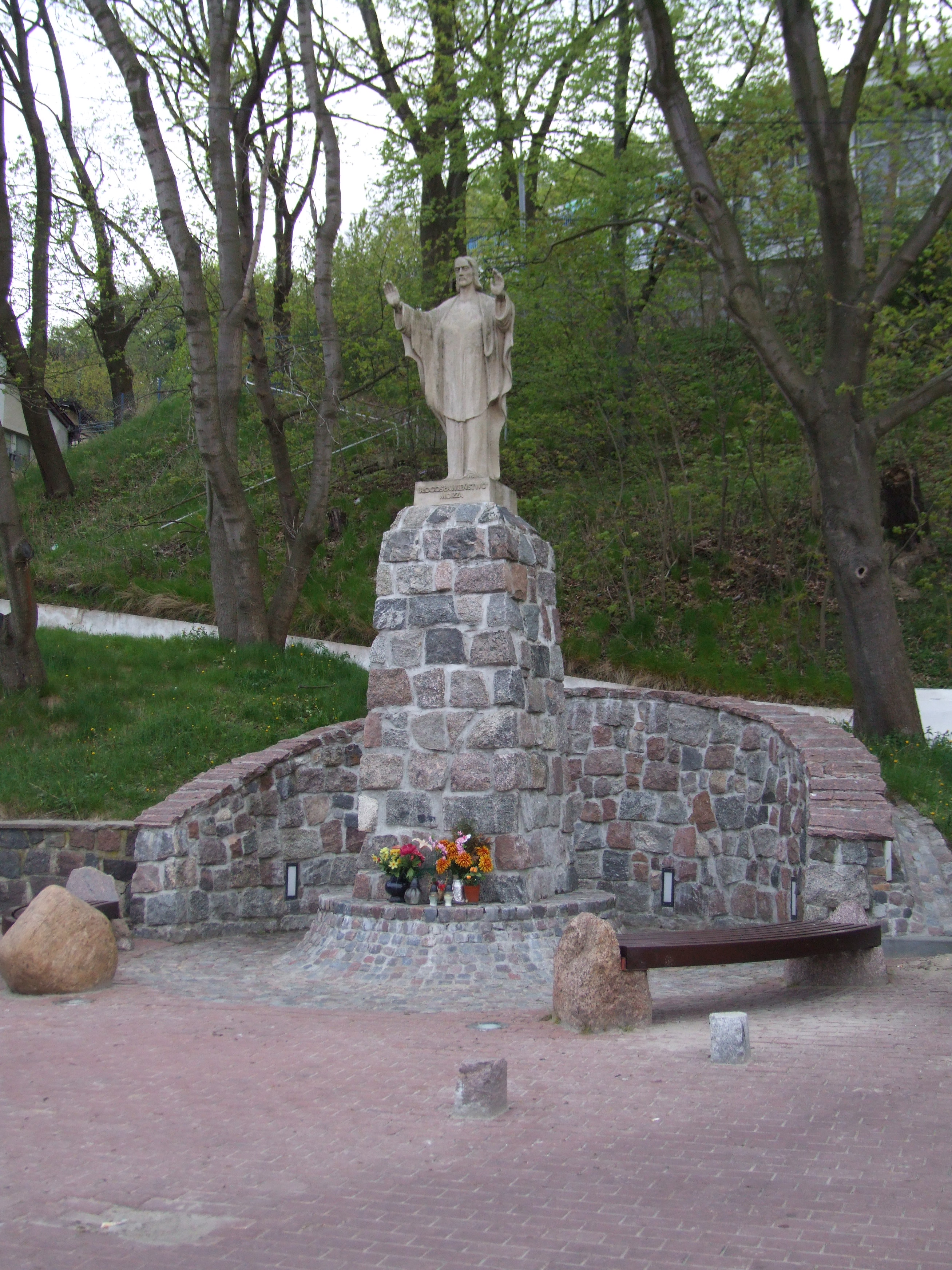
Replika figury Chrystusa "Błogosławieństwo morza"

Klif Orłowski – stromy brzeg morski Kępy Redłowskiej w Gdyni, znajdujący się w granicach dzielnicy Redłowo, a najlepiej dostrzegalny ze znajdującej się w bezpośrednim sąsiedztwie dzielnicy Orłowo. 

## Charakterystyka
Inne nazwy to Klif w Redłowie, Cypel Orłowski lub Orla Głowa.
Na skutek abrazji ściana urwiska cofa się w średnim tempie 1 m rocznie.
Zbudowany jest głównie z gliny morenowej pochodzenia lodowcowego. Rozciąga się on na długości 650 m.
Plażę w okolicy klifu pokrywają m.in. otoczaki:
- skały magmowe: dioryty, granitoidy, porfiry, pegmatyty, sjenity;
- skały metamorficzne: gnejsy, kwarcyty.

Na plaży znajdują się również ciemnobrunatne warstwy piasku, które stanowią skupisko minerałów ciężkich (m.in. magnetyt, mangan, cyrkon, tytan). Źródłem ich są zniszczone skały magmowe i metamorficzne. U podnóża klifu występują także warstwy węgla brunatnego.
Natomiast Cypel Orłowski, składa się głównie z utworów gliniastych i ma charakter obrywowy. Część południowa klifu charakteryzuje się przewagą procesów osypiskowych, a północna – osuwiskowych.
Klif Orłowski dzieli się na dwie części:
- martwą – nienarażona na abrazję, mająca postać osuwisk porośniętych roślinnością – ciągnie się do portu w Gdyni.
- aktywną – stroma ściana wysunięta w kierunku morza, narażona na abrazję[6].

Zbocza klifu porośnięte są przez różnorodną roślinność. Część osuwiskowa i o stromych zboczach często zajmowana jest przez podbiał pospolity. U podnóża klifu pojedynczo osiedla się rokitnik, będący pod ochroną. Natomiast na stokach klifu występują płaty tzw. żarnowczysk – zarośli z panującym żarnowcem miotlastym.
Wzdłuż klifu wiedzie nadmorska trasa spacerowa do Sopotu. Idąc szczytem skarpy można zobaczyć panoramę Mierzei Helskiej, portu w Gdyni oraz plaży.
W 1924 na skraju lasu, kilkadziesiąt metrów od morza i mola w Orłowie, usytuowany został monument Chrystusa Króla. Jeszcze ok. 2010 na brzegu, niedaleko klifu, znajdowały się resztki postumentu. Obecnie w tym miejscu znajduje się replika figury Chrystusa "Błogosławieństwo morza".